# Ghaziabad (stad)
Ghaziabad (Hindi: गाज़ियाबाद, Urdu: غازی آباد) is een grote stad in de staat Uttar Pradesh in het noorden van India. De stad is de hoofdstad van het gelijknamige district Ghaziabad en ligt 19 kilometer ten oosten van de binnenstad van Delhi, waarvan het een satellietstad is. 46 kilometer ten noordoosten van Ghaziabad ligt de stad Meerut. In 2011 had de stad 2.375.820 inwoners.
Ghaziabad is bekend door de vele industriële fabrieken.

## Bekende inwoners van Ghaziabad

### Geboren
- Donald Crowhurst (1932–1969), Engelse zakenman en zeiler
- Lara Dutta (1978), actrice en Miss Universe 2000